# Canale di El Capitan
Il canale di El Capitan (El Capitan Passage) si trova nell'Arcipelago di Alessandro Arcipelago Alexander) nell'Alaska sud-orientale (Stati Uniti d'America).

## Etimologia
Il canale venne nominato per la prima volta in tempi moderni nel 1904 da E. F. Dickins, dipendente della United States National Geodetic Survey.

## Geografia
Il canale si estende, da sud a nord, dallo stretto di Sea Otter (Sea Otter Sound allo stretto di Shakan (Shakan Strait), attraverso le isole di Orr (Orr Island), del Principe di Galles (Prince of Wales Island) e di Kosciusko (Kosciusko Island). A metà canale circa, difronte all'isola di Spanberg (Spanberg Island) El Capitan si divide in due canali paralleli: uno (ramo occidentale) costeggia l'isola di Orr (Orr Islabd), l'altro (lato orientale) costeggia l'isola Principe di Galles (Prince of Wales Island).

### Isole del canale
Nel canale sono presenti le seguenti principali isole.
- Isola di Tenass (Tenass Island)[4] 55°59′54″N 132°17′44″W - L'isola, con una elevazione di 10 metri e 1.400 metri di lunghezza, si trova a metà del canale a nord dell'isola di Orr (Orr Island).
- Isola di Spanberg (Spanberg Island)[5] 55°59′38″N 133°19′19″W - L'isola, con una elevazione di 39 metri e una larghezza di 2,8 chilometri, si trova a nord dell'isola di Orr (Orr Island).
- Isola di Brockman (Brockman Island )[6] 55°58′12″N 133°17′55″W - L'isola, larga 640 metri e con una elevazione di 24 metri, si trova al centro del canale di El Capitan.
- Isola di Clam (Clam Island)[7] 55°58′49″N 133°15′44″W - L'isola, lunga meno di 200 metri, si trova a circa 150 metri dall'isola Principe di Galles (Prince of Wales Island).
- Isola di Burnt  (Burnt Island)[8] 55°58′29″N 133°17′44″W - L'isola, larga 200 metri, si trova a circa 3 chilometri dalla costa orientale dell'isola di Orr (Orr Island) al centro del canale di El Capitan.
- Isola di Graveyard (Graveyard Island)[9] 55°57′50″N 133°16′47″W - L'isola, lunga meno di 200 metri, si trova vicino alla costa dell'isola Principe di Galles (Prince of Wales Island).
- Isola di El Capitan (El Capitan Island)[10] 55°56′02″N 133°19′05″W - L'isola, lunga di 5,6 chilometri e una elevazione di 24 metri, divide in due il canale El Capitan.

Lato orientale del canale:
- isola di North (North Island) 55°57′25″N 133°18′40″W - L'isola, lunga circa 1 chilometro e con una elevazione di 41 metri, si trova a nord-est dell'isola di El Capitan (El Capitan Island);
- le isole di Kassan (Kassan Islands) 55°55′30″N 133°16′32″W - Le isole, larghe complessivamente circa 1 chilometro e con una elevazione di 31 metri, si trova a est dell'isola di El Capitan (El Capitan Island);
- isola di Sangao (Sangao Island) 55°55′15″N 133°17′08″W - L'isola, lunga circa mezzo chilometro, si trova tra l'isola di El Capitan (El Capitan Island) e le isole di Kassan (Kassan Islands).

Lato occidentale del canale:
- isola di Scow (Scow Island) 55°57′36″N 133°20′24″W - L'isola, lunga circa 200 metri, si trova al centro del canale di El Capitan tra l'isola El Capitan (El Capitan Island) e l'isola di Orr (Orr Island);
- isola di Singa (Singa Island) 55°56′53″N 133°21′17″W - L'isola, lunga circa 600 metri e con una elevazione di 34 metri, si trova al centro del canale di El Capitan tra l'isola El Capitan (El Capitan Island) e l'isola di Orr (Orr Island);
- isola di San (San Island) 55°56′18″N 133°21′18″W - L'isola, lunga circa 1400 metri e con una elevazione di 100 metri, si trova al centro del canale di El Capitan tra l'isola El Capitan (El Capitan Island) e l'isola di Orr (Orr Island);
- isola di Keski (Keski Island) 55°55′53″N 133°20′05″W - L'isola, lunga circa 650 metri e con una elevazione di 10 metri, si trova al centro del canale di El Capitan tra l'isola El Capitan (El Capitan Island) e l'isola di Orr (Orr Island);
- isola di Teal (Teal Island) 55°55′38″N 133°21′12″W - L'isola, lunga circa 1.150 metri e con una elevazione di 34 metri, si trova al centro del canale di El Capitan tra l'isola El Capitan (El Capitan Island) e l'isola di Orr (Orr Island);
- isola di Flat (Flat Island) 55°55′31″N 133°20′47″W - L'isola, lunga circa 160 metri, si trova al centro del canale di El Capitan tra l'isola El Capitan (El Capitan Island) e l'isola di Orr (Orr Island);
- arcipelago di Twin (Twin Islands) 55°55′00″N 133°21′22″W - Le isole si trovano al centro del canale di El Capitan tra l'isola El Capitan (El Capitan Island) e l'isola di Orr (Orr Island);
- isola di Knob (Knob Island) 55°54′37″N 133°20′17″W - L'isola, lunga circa 300 metri e con una elevazione di 21 metri, si trova al centro del canale di El Capitan a sud dell'isola El Capitan (El Capitan Island);
- isola di Cap (Cap Island) 55°54′00″N 133°19′59″W - L'isola, lunga circa 2,4 chilometri, si trova al centro del canale di El Capitan tra l'isola di Tuxekan (Tuxekan Island) e l'isola di Orr (Orr Island);
- isola di Hoot (Hoot Island) 55°53′06″N 133°23′10″W - L'isola, lunga circa 1,8 chilometri con una elevazione di 100 metri, si trova a sud dell'isola di Orr (Orr Island).

### Insenature e altre masse d'acqua
Nel canale sono presenti le seguenti principali insenature:
- Stretto di Dry (Dry Pass)[24] 56°09′47″N 133°24′19″W - È la parte finale settentrionale del canale "El Capitan" e si collega con la baia di Shakan (Shakan Bay).

Insenature dell'isola di Kosciusko (Kosciusko Island):
- baia di Devilfish (Devilfish Bay) 56°05′39″N 133°20′39″W - La baia, una stretta insenatura, è lunga 5,6 chilometri;
- baia di Kosciusko (Kosciusko Bay) 56°00′47″N 133°19′13″W - Nella baia, larga 800 metri, è stata sviluppata una coltura delle vongole.

- Canale di Tenass (Tenass Pass)[27] 56°00′01″N 133°20′31″W - Il canale, lungo 4 chilometri, collega il canale di El Capitan con la baia di Tokeen (Tokeen Bay) e separa l'isola Kosciusko dalle isole di Spanberg, Orr e Scott.

Insenature dell'isola Principe di Galles (Prince of Wales Island):
- baia di Sarheen (Sarheen Cove) 56°03′04″N 133°15′53″W - La baia si trova nella parte stretta del canale di fronte all'isola di Kosciusko (Kosciusko Island);
- baia di Rocky (Rocky Cove) 55°59′26″N 133°15′54″W.
- insenatura di Tunga (Tunga Inlet) 55°58′21″N 133°15′20″W - L'insenatura termina nella laguna di Salt Water (Salt Water Lagoon).
- baia di Kahli (Kahli Cove) 55°55′35″N 133°15′10″W - Davanti alla baia sono presenti le isole Kassan (Kassan Islands);
- baia di Sarkar (Sarkar Cove) 55°57′31″N 133°15′15″W - Dalla baia si accede al Lago di Sarkar (Sarkar Lake) tramite alcune rapide (Rapids Creek).

Insenature dell'Isola di Tuxekan (Tuxekan Island):
- stretti di Tuxekan (Tuxekan Narrows) 55°52′39″N 133°14′06″W - Gli stretti si trovano a nord del canale Tuxekan e lo collegano alla baia di Jinhi (Jinihi Bay) e quindi al canale El Capitan;
- baia di Jinhi (Jinhi Bay) 55°52′40″N 133°16′20″W - La baia crea una rientranza nella parte nord-est dell'isola.

- Canale di Skookumchuck (Skookumchuck)[35] 55°54′55″N 133°18′46″W - Il canale divide l'isola di El Capitan (El Capitan Island) dall'isola di Tuxekan (Tuxekan Island).

### Promontori dello stretto
Nel canale sono presenti i seguenti promontori:
Promontori dell'isola di Kosciusko (Kosciusko Island):
- promontorio di Aneskett (Aneskett Point) 56°08′51″N 133°17′27″W - Si trova sul canale di El Capitan ed ha una elevazione di 20 metri.

Promontori dell'isola Principe di Galles (Prince of Wales Island):
- promontorio di Kinani (Kinani Point) 55°53′25″N 133°14′50″W - Il promontorio, che ha una elevazione di 12 metri, si trova di fronte all'isola di Tuxekan (Tuxekan Island);
- promontorio di Dargun (Dargun Point) 55°54′45″N 133°15′30″W - Il promontorio, che ha una elevazione di 15 metri, si trova di fronte all'estremità meridionale dell'isola di El Capitan (El Capitan Island);
- promontorio di Sarkar (Sarkar Point) 55°57′18″N 133°16′38″W - Il promontorio, che ha una elevazione di 35 metri, si trova di fronte all'estremità settentrionale dell'isola di El Capitan (El Capitan Island).

Promontori dell'Isola di Tuxekan (Tuxekan Island):
- promontorio di Shikat (Shikat Point ) 55°54′45″N 133°17′15″W - L'elevazione del promontorio, che si trova all'estremo nord dell'isola, è di 10 metri;
- promontorio di Kutegi (Kutegi Point) 55°54′17″N 133°16′02″W - Il promontorio si trova alla fine sud del canale di El Capitan;.
- promontorio di Istku (Istku Point) 55°52′50″N 133°14′45″W - Il promontorio ha una elevazione di 47 metri e si trova all'entrata nord-ovest degli stretti di Tuxekan (Tuxekan Narrows).

Promontori dell'isola di El Capitan (El Capitan Island):
- promontorio di White (White Point) 55°56′48″N 133°20′17″W - Il promontorio ha una elevazione di 27 metri e si trova nel nord-ovest dell'isola.

### Fiumi immissari nel canale
Nel canale si immettono i seguenti fiumi (le coordinate si riferiscono alla foce):
Fiumi dell'isola di Kosciusko (Kosciusko Island):
- fiume Sutter (Sutter Creek) 56°08′19″N 133°25′59″W - Il fiume alimenta il lago di Sutter (Sutter Lake);
- fiume Tokhini (Tokhini Creek) 56°07′30″N 133°17′37″W - Il fiume sfocia nel canale di El Capitan.

### Centri abitati
Il canale ospita un solo centro abitato: Naukati Bay sulla sponda occidentale dell'isola Principe di Galles (Prince of Wales Island).